# Уил Айзнър
Уилям Ъруин (Уил) Айзнър (на английски: William Erwin "Will" Eisner) (6 март 1917 г. – 3 януари 2005 г.) е американски автор (художник и писател) на комикси, издател на комикси и предприемач.
Нареждан е сред най-влиятелните фигури, допринесли за развитието на това направление в изкуството, известен е също със студиото за анимация, което основава.
Роден е в Бруклин, Ню Йорк, в семейството на eврейски имигранти от Румъния и Австрия.
Общността на авторите на комикси в знак на почитание към Айзнър създава наградите Айзнър, познати повече като „Айзнъри“, които се присъждат всяка година за постижения в областта на комиксите. Самият Айзнър с ентусиазъм присъства на церемонията по награждаването, поздравявайки всеки носител на наградата. През 1987 г. заедно с Карл Баркс и Джак Кърби е сред първите отличени автори, записани в Салона на славата на комиксите на Уил Айзнър.